# Hiperidrose compensatória

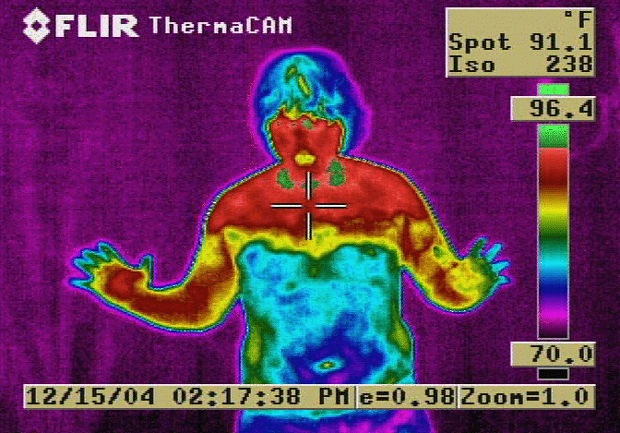
Após a cirurgia de simpatectomia torácica endoscópica (STE), pode acontecer do corpo suar excessivamente em áreas não tratadas, mais comumente a região lombar e no tronco, mas também pode ser espalhado sobre a superfície total do corpo abaixo do nível do corte. Esse fenômeno é denominado hiperidrose compensatória e é considerado suportável pela maioria dos operados.

Hiperidrose compensatória (também pode ser chamado de rebote ou hiperidrose reflexa) é uma forma de neuropatia. É encontrada em pacientes com mielopatia, doença torácica, doença cerebrovascular, trauma do nervo ou após cirurgias. O mecanismo exato do fenômeno ainda é pouco compreendido. É atribuída à percepção no hipotálamo (cérebro) que a temperatura corporal é muito alta. A sudorese é induzida a reduzir o calor do corpo. A transpiração excessiva devido ao nervosismo, raiva, medo ou traumas anteriores é chamada de hiperidrose.
A hiperidrose compensatória é o mais comum efeito da simpatectomia torácica endoscópica, um método cirúrgico seguro e eficiente de tratamento da hiperidrose. Embora a simpatectomia toracoscópica seja um tratamento consagrado para o problema, o efeito colateral chamado "hiperidrose compensatória" é bastante comum e desempenha um papel fundamental na determinação do nível de satisfação do paciente. Geralmente, as áreas do corpo mais frequentemente afetadas por esse efeito adverso são o tórax, dorso, pernas, abdome, coxas e virilha. Entretanto, apesar da incidência de hiperidrose compensatória pós-operatória ser alta (varia de 30% a 84% dos pacientes operados), na maioria dos casos ela é tolerável e não representa um obstáculo social ou ocupacional, sendo que o nível de satisfação do paciente com o desfecho cirúrgico, no geral, é elevado. Os pacientes sentem algum inconveniente somente quando seus sintomas são graves ou quando não são adequadamente informados antes do procedimento.
Como já dito, em um pequeno número de indivíduos que passam por esse procedimento cirúrgico, a hiperidrose compensatória após a simpatectomia é perturbadora, porque as pessoas atingidas podem ter que mudar a roupa encharcada de suor duas ou três vezes ao dia. Além disso, outros fatores podem auxiliar na ocorrência de hiperidrose compensatória, como idade, gênero, histórico familiar e hiperidrose plantar combinada na ocorrência e gravidade de hiperidrose compensatória pós-operatória. A nutrição do paciente é outro ponto importante a ser considerado, visto que estudos indicaram que que um índice de massa corporal (IMC) mais alto predispõe maiores chances de hiperidrose compensatória pós-operatória grave, embora isto não se reflita, necessariamente, no nível de satisfação do paciente. A extensão da desnervação durante a simpatectomia também é outro ponto abordado, visto que é preferível realizar a ressecção de dois gânglios (T2 e T3) porque ela melhora as taxas de satisfação dos pacientes. Na verdade, a taxa de hiperidrose compensatória foi mais baixa entre os pacientes submetidos à ressecção de dois gânglios.
Após a cirurgia para a hiperidrose axilar, palmar ou de rubor, o organismo pode liberar suor excessivo nas áreas tratadas, mais comumente na região lombar e no tronco, mas pode ser espalhado sobre a superfície total do corpo abaixo do nível do corte. A parte superior do corpo, acima da transecção da cadeia simpática, é onde o paciente é incapaz de suar ou de se esfriar, sendo o que mais compromete a termorregulação do organismo e pode levar a uma temperatura central elevada, sobreaquecimento e hipertermia. Abaixo do nível da interrupção da cadeia simpática, a temperatura do corpo é significativamente menor, criando um contraste que podem ser observado nas imagens termais.

## Mecanismo
O termo '"compensação" é muito enganoso, pois indica que há um mecanismo de compensação que produz efeitos após a simpatectomia, em que o corpo "redireciona" o suor das palmas das mãos ou face a outras áreas do corpo. A transpiração após a cirurgia é um ciclo reflexo entre o sistema simpático e a porção anterior do hipotálamo. A sudorese reflexa não acontecerá se a transpiração da mão puder ser interrompida sem interromper o tônus simpático para o cérebro humano.
A hiperidrose compensatória é um funcionamento aberrante do sistema nervoso simpático. O único estudo avaliando o suor do corpo total, antes e logo após a simpatectomia concluíram que os pacientes produzem mais suor após a cirurgia, mas não tanto nas áreas tratadas pela cirurgia.

## Epidemiologia
Entre pessoas que fizeram a simpatectomia, é impossível prever quem vai acabar com uma versão mais grave da doença, já que não existe qualquer ligação ao sexo, idade ou peso. Não há nenhum teste ou processo de triagem que permite aos médicos prever quem é mais suscetível a hiperidrose compensatória.

## Variações
Sudorese gustativa ou síndrome de Frey é uma outra apresentação de neuropatia autonômica. A sudorese gustativa ocorre ao comer, pensar ou falar de comida, produzindo um forte estímulo salivar. Acredita-se que o problema ocorre quando as fibras ANS que vão para as glândulas salivares são ligadas por um erro com as glândulas sudoríparas.

## Tratamento
O tratamento para os casos de hiperidrose intensa ou intolerável para o paciente ainda é de eficácia limitada e difícil. Em simpatectomias onde foram utilizados grampos/clips, a primeira a alternativa seria a retirada dos clips para a reversão dos efeitos da cirurgia. Entretanto, a completa reversão ainda não é garantida, mesmo com alguns relatos de 80% de chances de reversão nos primeiros meses após o procedimento cirúrgico. Para os pacientes que não utilizaram clips, o enxerto nervoso tem tido certa eficácia, com cerca de 50% de sucesso.
Para a maioria dos pacientes, entretanto, pequenas mudanças nos hábitos de se vestir (como a escolha do tipo de tecido), portar peças de roupa para a troca quando necessário e o emagrecimento para pessoas que estão acima do peso ideal são medidas úteis e que podem ajudar o paciente a conviver com a hiperidrose compensatória. Substâncias anticolinérgicas, como a oxibutinina, também têm sido utilizadas com relativo sucesso, mas com frequentes efeitos colaterais. Outras alternativas ainda estão sendo pesquisadas.